# Ida Freund

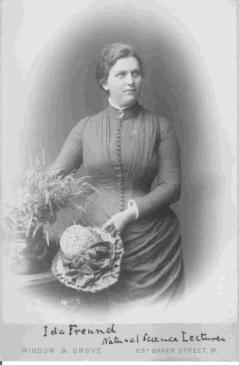
Ida Freund (vor 1914)

Ida Freund (* 15. April 1863 in Wien, Österreich; † 15. Mai 1914 in Cambridge) war die erste Universitätsdozentin im Vereinigten Königreich. Sie ist bekannt für ihren Einfluss auf den naturwissenschaftlichen Unterricht, insbesondere für Frauen und Mädchen. Sie schrieb zwei Chemielehrbücher, backte als Erste einen Periodic Table Cupcake (dt. Periodensystem-Cupcake) und erfand eine nach ihr benannte Gasmessröhre, die jedoch heute nicht mehr in Gebrauch ist.

## Leben
Nach dem Tod ihrer Mutter zog Ida Freund zu ihren Großeltern mütterlicherseits nach Wien. Dort besuchte sie eine staatliche Schule und ließ sich dann zur Lehrerin ausbilden. 1881 starben ihre Großeltern, und sie zog zu ihrem Vormund und Onkel Ludwig Straus nach England, um ihm den Haushalt zu führen. Dieser war Geiger im Joachimquartett und Leiter des Hallé-Orchesters (1875–1888). Sie schrieb sich im Juli 1882 am Girton College ein und schloss den „Natural Sciences Tripos Course“ (Chemie und Physik) mit Auszeichnung ab, obwohl sie die englische Sprache nur aus dem Unterricht kannte und es damals schwierig war, als Frau Unterricht in fortgeschrittener Chemie zu erhalten. Am Cambridge Training College arbeitete sie 1886 als Chemielehrerin und ein Jahr später am Newnham College in Cambridge als „Demonstratorin“. 1890 stieg sie zur Dozentin für Chemie auf. Dies war die erste Ernennung einer Frau zum Lecturer in Großbritannien. Sie war Mitarbeiterin am Newnham College und später Mitglied des Council. Ihr Onkel starb 1899.
Da sie sich mehr auf den Unterricht konzentrierte, blieb wenig Zeit für Forschung. Sie versuchte weder einen Master- noch einen Doktortitel zu erwerben. Sie war verantwortlich für die Laborausbildung ihrer Studenten, die meist ohne oder mit geringen Kenntnissen der Chemie an das College kamen. Unter ihren Studenten war sie als inspirierende Lehrerin und einzigartige Persönlichkeit geschätzt.
Als Kind hatte Freund bei einem Fahrradunfall ein Bein verloren. Um dies auszugleichen, benutzte sie verschiedene Spazierstöcke, eine Beinprothese und ein handbetriebenes Dreirad. Ihre Behinderung und ihr unkonventioneller Kleidungsstil machten sie zu einer unverwechselbaren Figur, die von Kollegen und Zeitgenossen bemerkt wurde.
Ida Freund war eine aktive Feministin und Verfechterin des Frauenwahlrechts. Sie gehörte zu den Frauen, die Anfang des 20. Jahrhunderts für die Aufnahme von Frauen in die Chemical Society kämpften. 1920, sechs Jahre nach ihrem Tod, wurde die Forderung umgesetzt. Sie blieb in Newnham, bis sie aus gesundheitlichen Gründen pensioniert wurde. Das Chemielabor in Newnham wurde nach ihrer Pensionierung geschlossen, da mittlerweile Studentinnen im Labor der Chemieabteilung der Universität zugelassen waren. 
Ida Freund starb am 15. Mai 1914 nach einer Operation in ihrem Haus in Cambridge, während sie an ihrem zweiten Buch arbeitete.

## Veröffentlichungen
Ida Freund veröffentlichte eine Arbeit mit dem Titel Die Auswirkung der Temperatur auf die Volumenänderung einhergehend mit der Neutralisierung bei einer Anzahl von Salzen in verschiedenen Konzentrationen und zwei Chemielehrbücher: The Study of Chemical Composition: An Account of its Method and Historical Development with Illustrative Quotations (1904) (Das Studium der chemischen Zusammensetzungen: Ein Bericht über seine Methode und die historische Entwicklung mit illustrativen Zitaten, nachgedruckt im Jahr 2014) und The Experimental Basis of Chemistry: Suggestions for a Series of Experiments Illustrative of the Fundamental Principles of Chemistry (Die experimentelle Basis der Chemie: Vorschläge für eine Reihe von Experimenten zur Veranschaulichung der grundlegenden Prinzipien der Chemie, veröffentlicht nach ihrem Tod 1920). Sie hatte für das Buch ursprünglich zwanzig Kapitel geplant, konnte aber bis zu ihrem Tod nur zehn Kapitel abschließen. Das Buch wurde später von Kollegen und Freunden herausgegeben, darunter ihre ehemalige Schülerin Mary Beatrice Thomas, inzwischen Direktorin für Science Studies am Girton College.
Beide Bücher von Freund gelten als bedeutend und werden oft zitiert.

## Unterricht
Ida Freund war bekannt für ihr Interesse an naturwissenschaftlicher Bildung, insbesondere die Verbesserung des naturwissenschaftlichen Unterrichts an Mädchenschulen. Zu ihrer Zeit in Cambridge durften Frauen nicht in den allgemeinen Labors zusammen mit Männern unterrichtet werden. Deshalb unterrichtete Freund auch in speziellen Klassen im Chemielabor des Newnham College. Sie organisierte Ferienworkshops für Lehrerinnen. Freund experimentierte mit verschiedenen Unterrichtsmethoden und den Ansatz von Wilhelm Ostwald, bei dem wesentliche Fakten der Chemie in Form eines Dialogs zwischen dem Lehrer und seinen Schülern behandelt werden. Sie bestand darauf, dass ihre Schüler echte Forschungsarbeit leisten und die Gültigkeit dann überprüfen sollten. Dies war damals eine neue Herangehensweise, die auch kritisiert wurde. Ihre Herangehensweise hatte aber Einfluss auf die Unterrichtsmethoden ihrer Zeit und war bei ihren Schülern sehr beliebt.
Sie lehnte die Einführung von hauswirtschaftlichem Unterricht in Mädchenschulen als Ersatz für eine grundlegende naturwissenschaftliche Bildung ab.

## Periodic Table Cupcakes

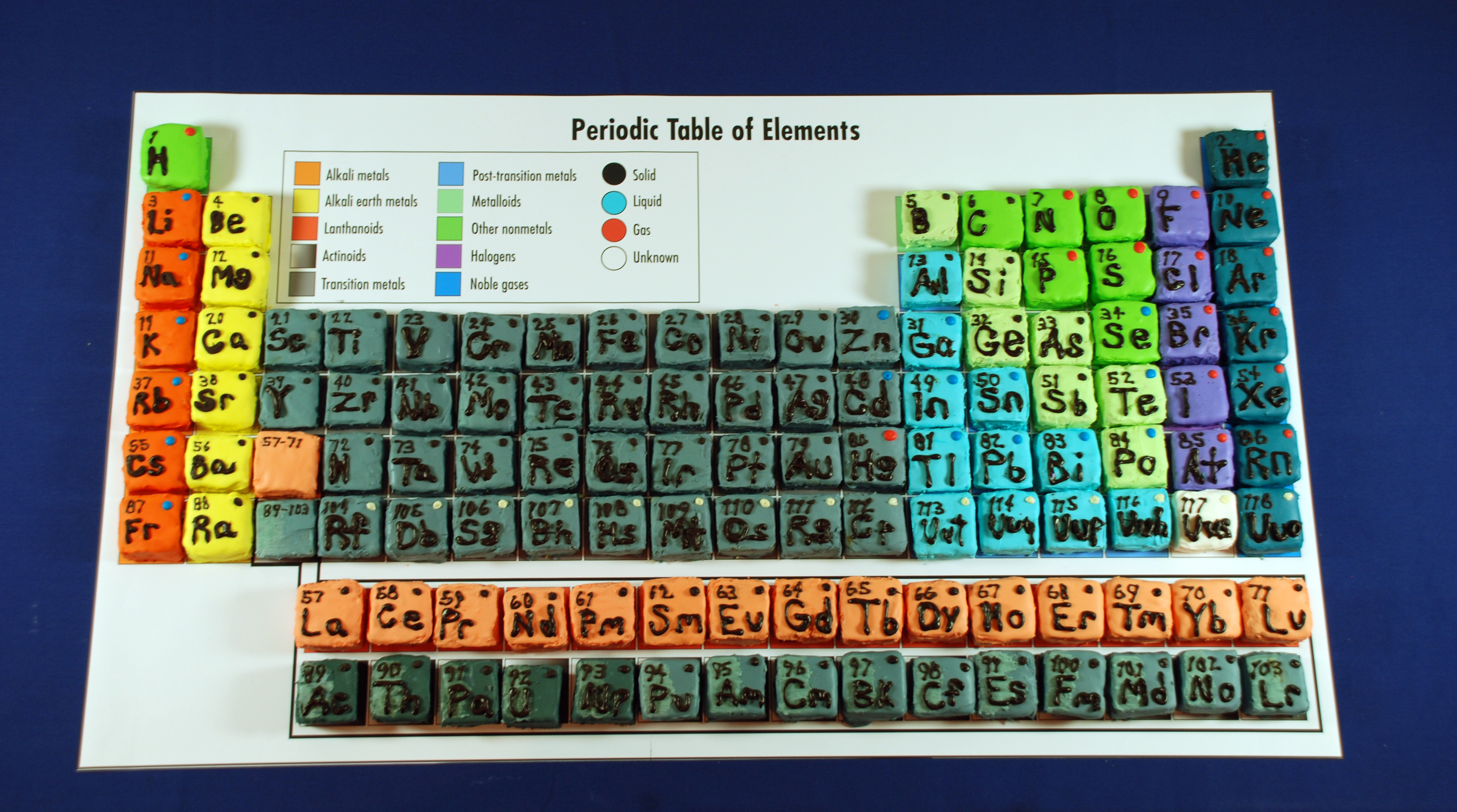
Periodic Table Cupcakes

Freund war die erste Person, die Periodic Table Cupcakes herstellte und sie als Lernmittel in ihrem Klassenzimmer benutzte. Sie backte hierfür ein großes Periodensystem. Jedes chemische Element wurde durch einen Cupcake, der mit Namen und Ordnungszahl in der Glasur beschrieben war, dargestellt.

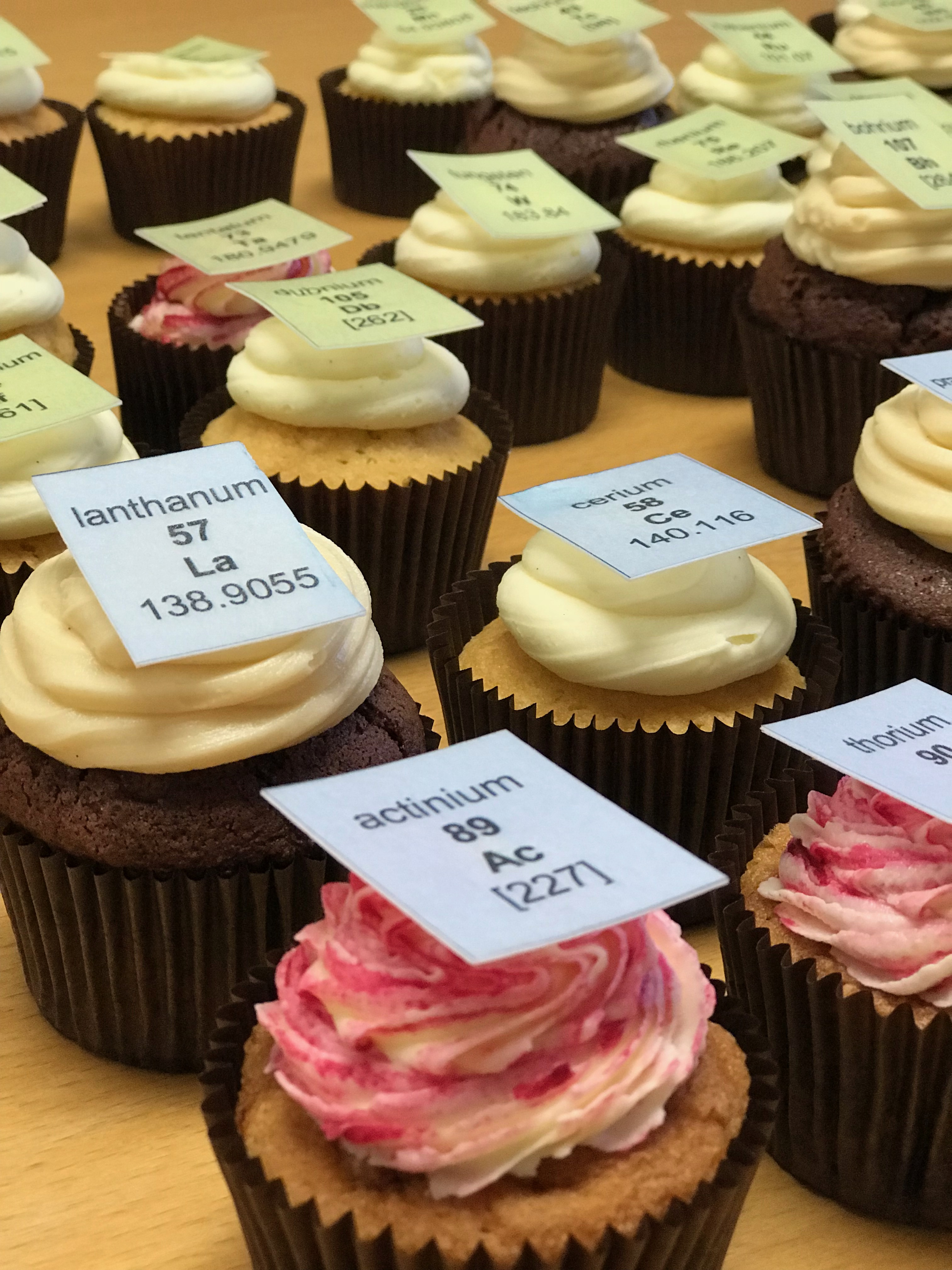
Periodic Table cupcakes
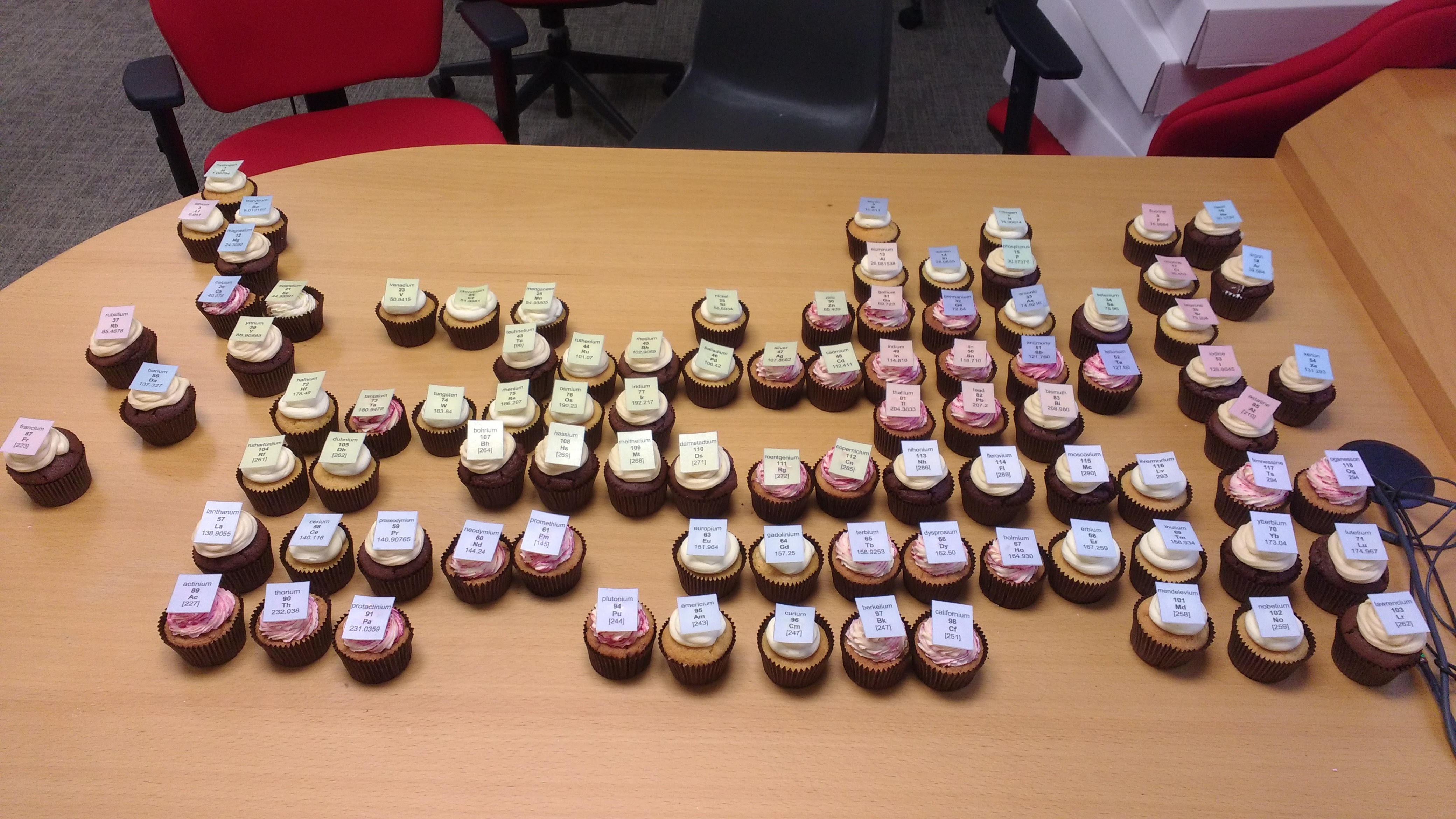
Periodic Table cupcakes
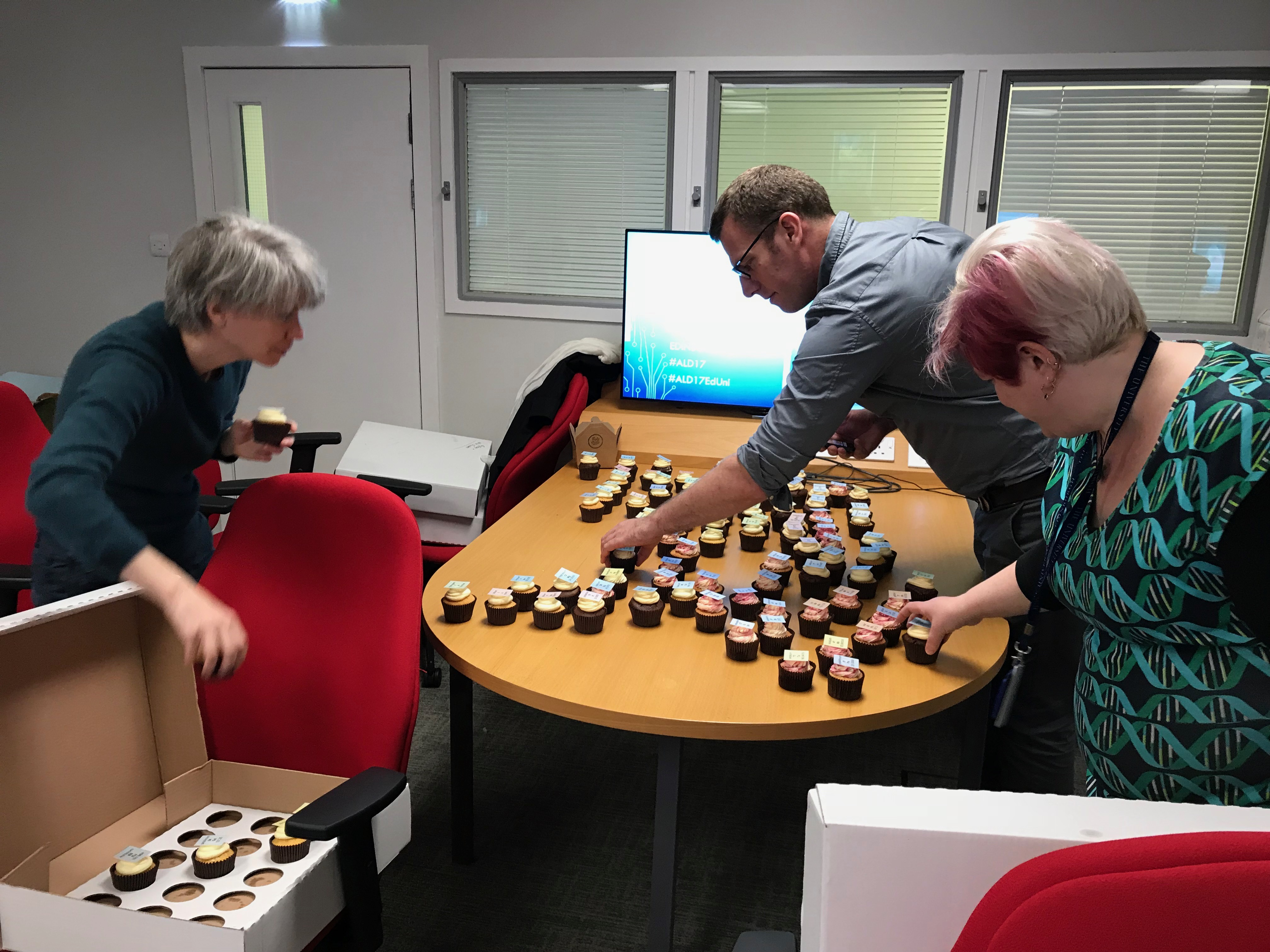
Periodic Table cupcakes
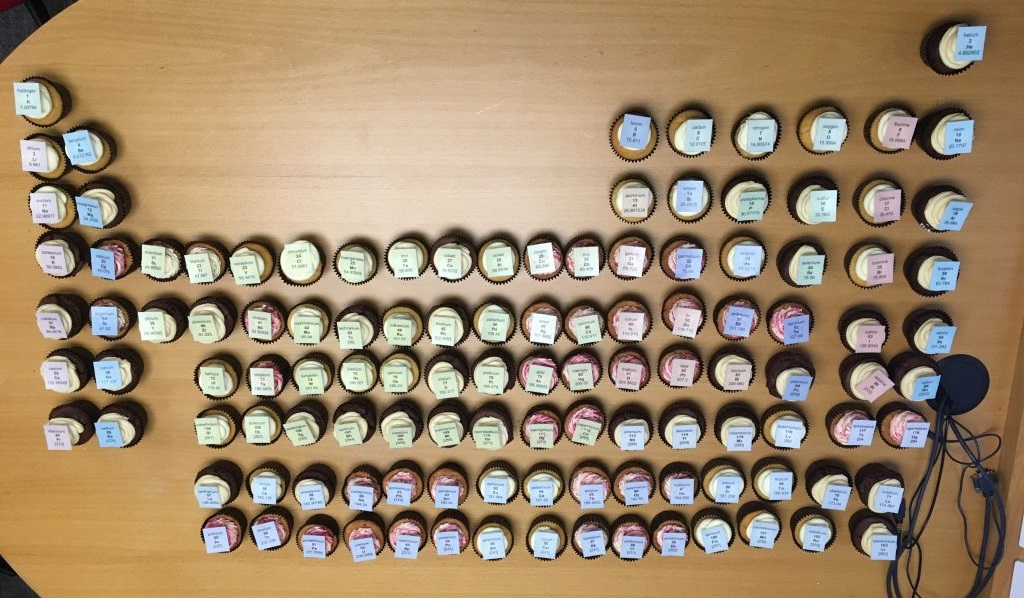
Periodic Table cupcakes

Periodic Table Cupcakes wurden auch zu einer beliebten Methode, die Chemie auf Büfetts zu repräsentieren.

## Erfindungen
Außer den Periodic Table Cupcakes erfand sie auch eine Gasmessröhre, die nach ihr benannt ist. Das Instrument wird aber nicht mehr verwendet.

## Gedenken
Im April 1998 wurde ein Labor in Newnham als Gedenkstätte für Freund restauriert. Der Ida–Freund–Memorial–Fund wurde gegründet, um die Ausbildung von naturwissenschaftlichen Lehrerinnen zu verbessern, indem ihnen weitere Studien ermöglicht werden. Der Ida–Freund–Memorial–Prize wird vom Newnham College verliehen. Darüber hinaus vergibt das Girton College den Ida–Freund–Prize an seine Studenten der Physik für erstklassige akademische Leistungen.